# Lasiocephalus longipenicillatus
Lasiocephalus longipenicillatus là một loài thực vật có hoa trong họ Cúc. Loài này được (Sch.Bip. ex Sandwith) Cuatrec. mô tả khoa học đầu tiên năm 1978.